# Islandiana lasalana
Islandiana lasalana là một loài nhện trong họ Linyphiidae.
Loài này thuộc chi Islandiana. Islandiana lasalana được Ralph Vary Chamberlin & Wilton Ivie miêu tả năm 1935.